# Operation Highbrow
Operation Highbrow (deutsch: Operation „Anspruchsvoll“) war der Name einer großangelegten militärischen Evakuierung britischer Staatsbürger aus dem Libanon aufgrund des Krieges zwischen Israel und dem Libanon 2006. Nach Angaben des Verteidigungsministeriums handelte es sich um die größte britische Operation dieser Art seit der Evakuierung von Dünkirchen 1940, insgesamt wurden bis zum 22. Juli rund 4500 Personen evakuiert.

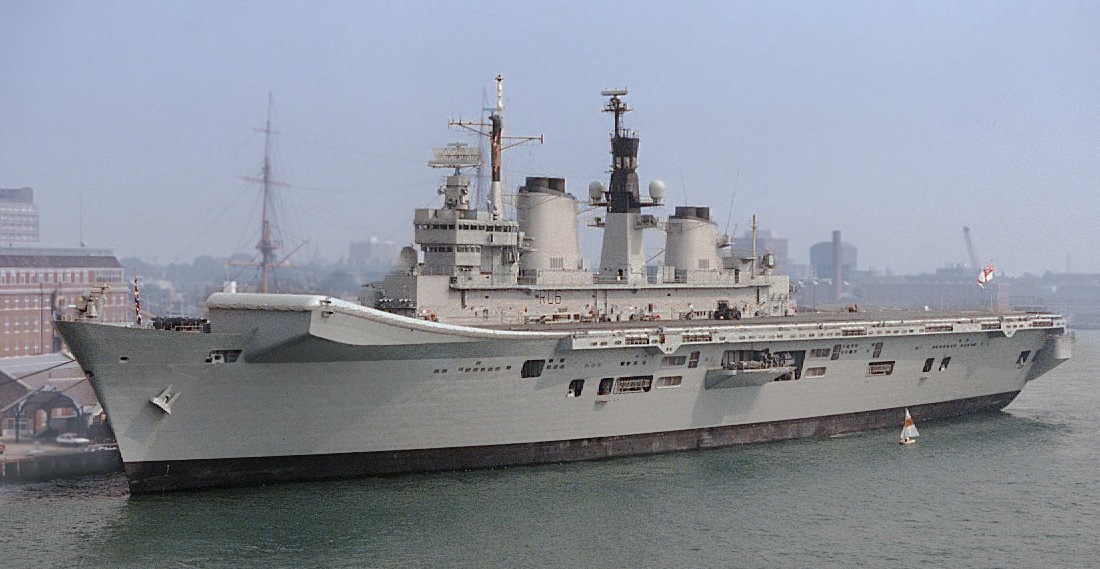
Flugzeugträger HMS Illustrious

## Geschichte

### Vorgeschichte
Am 12. Juli 2006 begann Israel eine Militäroffensive gegen den Libanon, nachdem die Hisbollah zwei israelische Soldaten entführt hatte. Israel rückte hierbei mit Bodentruppen in den Süden des Nachbarlandes ein und bombardierte weite Teile des Landes inklusive der Hauptstadt Beirut. Bei den Bombardements wurde gezielt die Infrastruktur zerstört, darunter Autobahnen und der Flughafen von Beirut. Eine Evakuierung aus der Luft oder auf dem Landweg wurde hierdurch erheblich erschwert. Zusätzlich errichtete die israelische Marine eine Seeblockade vor der Küste des Libanon. Insgesamt befanden sich nach britischen Angaben etwa 22 000 Briten im Libanon, darunter etwa 10 000 mit britischer und libanesischer Staatsbürgerschaft.

### Vorbereitungen
Am 15. Juli entschied die britische Regierung aufgrund der erhöhten Gefahrenlage eine Evakuierung britischer Staatsbürger vorzubereiten. Wegen der weitgehend zerstörten Infrastruktur im Libanon wurde entschieden, die Operation auf dem Seeweg durchzuführen. Die Royal Navy entsandte daraufhin den Flugzeugträger HMS Illustrious, das Docklandungsschiff HMS Bulwark, die Fregatte HMS St. Albans und das Versorgungsschiff RFA Fort Victoria aus dem westlichen Mittelmeer in den Nahen Osten. Die bereits in der Region befindlichen Lenkwaffenzerstörer HMS York und HMS Gloucester wurden in erhöhte Alarmbereitschaft versetzt. Die Royal Air Force verlegte das 27. Geschwader mit Chinook Hubschraubern auf die Basis Akrotiri auf Zypern. Auch die Royal Navy verlegte Sea King Hubschrauber des 845. und 846. Geschwaders des Fleet Air Arm nach Zypern. Zusätzlich wurde ein Pendelverkehr mit Transportflugzeugen zwischen Akrotiri und den Stützpunkten Brize Norton und Lyneham in England eingerichtet, um notwendiges Equipment und Versorgungsgüter für die ankommenden Evakuierten zu liefern. Eine Tristar wurde zudem mit MedEvac-Ausrüstung auf Zypern stationiert, um im Notfall Kranke und Verletzte mit medizinischer Versorgung auszufliegen.

### Operation
Am 17. Juli begann die Royal Air Force mit der Evakuierung der ersten britischen Staatsbürger. Zwei Chinook Hubschrauber flogen 63 Personen vom Gelände der britischen Botschaft in Beirut nach Zypern aus. Hierbei handelte es sich um sogenannte Prioritätsfälle, insbesondere ältere Personen und Kinder. Am folgenden Tag begann die Evakuierung auf dem Seeweg. Der Lenkwaffenzerstörer HMS Gloucester nahm im Hafen von Beirut insgesamt 172 Personen an Bord, die HMS York wenige Stunden später noch einmal 344. Mit den beiden Schiffen wurde ein Pendelverkehr zwischen Beirut und Zypern eingerichtet. Am Abend des 19. Juli traf schließlich auch der Flugzeugträgerverband der HMS Illustrious vor der Küste des Libanon ein. Der Flugzeugträger bot gemeinsam mit der HMS Bulwark und der RFA Fort Victoria Platz für etwa 2500 Flüchtlinge. Bis zum 22. Juli evakuierten die beteiligten Einheiten rund 4500 Personen. Die Schiffe HMS Illustrious, HMS Gloucester und RFA Fort Victoria wurden ab dem 27. Juli Richtung England abgezogen. Die HMS Bulwark und die HMS St. Albans, sowie das 845. und 846. Marine-Geschwader wurden vorerst als Eingreifreserve in der Region belassen, während sich die HMS York wieder ihrer NATO-bedingten Aufgaben im östlichen Mittelmeer zuwendete. (Stand: 3. August 2006)

## Beteiligte Einheiten

### Royal Navy
- Flugzeugträger Illustrious
- Landungsdockschiff Bulwark
- Atom-U-Boot Superb
- Zerstörer Gloucester
- Zerstörer York
- Fregatte St. Albans
- Versorger Fort Victoria
- 845. Geschwader des Fleet Air Arm (S-61 Sea King)
- 846. Geschwader des Fleet Air Arm (S-61 Sea King)

### Royal Air Force
- 27. Geschwader (CH-47D Chinook)
- 99. Geschwader (C-17 Globemaster)
- 101. Geschwader (VC10)
- 216. Geschwader (L-1011 TriStar)